# Championnats du monde juniors d'haltérophilie
Les Championnats du monde juniors d'haltérophilie sont une compétition sportive annuelle sous l'égide de la Fédération internationale d'haltérophilie (IWF). De la première édition en 1975 jusqu'en 1994, l'épreuve est exclusivement masculine puis elle s'ouvre aux femmes à partir de 1995. Les juniors sont la catégorie d'âge compris entre 18 et 20 ans.
L'édition 2020, initialement prévue à Bucarest, est annulée en raison de la pandémie de Covid-19.

## Éditions
| #  | Année | Lieu            |
| -- | ----- | --------------- |
| 1  | 1975  | Marseille       |
| 2  | 1976  | Gdańsk          |
| 3  | 1977  | Sofia           |
| 4  | 1978  | Athènes         |
| 5  | 1979  | Debrecen        |
| 6  | 1980  | Montréal        |
| 7  | 1981  | Lignano         |
| 8  | 1982  | São Paulo       |
| 9  | 1983  | Le Caire        |
| 10 | 1984  | Lignano         |
| 11 | 1985  | Édimbourg       |
| 12 | 1986  | Donaueschingen  |
| 13 | 1987  | Belgrade        |
| 14 | 1988  | Athènes         |
| 15 | 1989  | Fort Lauderdale |
| 16 | 1990  | Sarajevo        |
| 17 | 1991  | Wolmirstedt     |
| 18 | 1992  | Varna           |
| 19 | 1993  | Egra            |
| 20 | 1994  | Jakarta         |
| 21 | 1995  | Varsovie        |
| 22 | 1996  | Varsovie        |
| 23 | 1997  | Le Cap          |
| 24 | 1998  | Sofia           |
| 25 | 1999  | Savannah        |
| 26 | 2000  | Prague          |
| 27 | 2001  | Thessalonique   |
| 28 | 2002  | Havířov         |
| 29 | 2003  | Hermosillo      |
| 30 | 2004  | Minsk           |
| 31 | 2005  | Busan           |
| 32 | 2006  | Canton          |
| 33 | 2007  | Prague          |
| 34 | 2008  | Cali            |
| 35 | 2009  | Bucarest        |
| 36 | 2010  | Sofia           |
| 37 | 2011  | Penang          |
| 38 | 2012  | Antigua         |
| 39 | 2013  | Lima            |
| 40 | 2014  | Kazan           |
| 41 | 2015  | Wrocław         |
| 42 | 2016  | Tbilissi        |
| 43 | 2017  | Tokyo           |
| 44 | 2018  | Tachkent        |
| 45 | 2019  | Suva            |
| –  | 2020  | Bucarest        |
| 46 | 2021  | Tachkent        |
| 47 | 2022  | Héraklion       |